# 곽주섭
곽주섭(郭周燮, 1980년 11월 9일 ~ )는 KBO 리그 전 롯데 자이언츠의 외야수이다.

## 출신학교
- 대천초등학교 (부산)
- 대천중학교 (부산)
- 경남상업고등학교
- 경성대학교 (99학번)